# Севко, Иван Пантелеймонович
Иван Пантелеймонович Севко (24 февраля 1900 — 18 февраля 1969) — полковник Народного Войска Польского, гвардий полковник ВС СССР.

## Биография
Уроженец Гродненской губернии, белорус. Член РКП(б) с 1919 года. Участник Гражданской войны в России в составе 3-го стрелкового полка на стороне РККА, сражался на Северном и Восточном фронтах Гражданской войны. Начальник канцелярии интендантской службы 35-й стрелковой дивизии. Помощник командира полка по хозяйственным вопросам, в 1921 году участвовал в боях в Монголии с войском барона Унгерна. В 1929 году — заместитель командира полка в Маньчжурии. В 1930-е годы работал в НКВД, 19 августа 1936 года произведён в полковые комиссары, работал старшим инспектором УПВО НКВД Северо-Кавказского края. Уволен 27 августа 1937 года согласно ст. 47 п. «б» Положения.
В 1941—1942 годах — Полковой комиссар 25 саперная бригада  (25 сапбр) 8-я сапёрная армия (8 сап. А.).
С июня 1943 командир 221-го стрелкового полка, 61-й стрелковой дивизии. Принимал участие в наступлении на Голубую линию - рубеж обороны немецких войск на краснодарско-таманском направлении и штурме высоты 114,1.
20 января 1944 года был назначен исполняющим обязанности командира 306-го полка в должность подполковника, в составе его разведгруппы участвовал в разведоперациях в районе сёл Софиевка, Ново-Николаевка, Федоровка, Шкурино-Загоряновка, Бухольцево. 28 марта 1944 года по Херсонскому шоссе вошёл в Николаев и вышел к Южному Бугу. С 16 по 31 марта 1944 — заместитель командира 306-го полка по строевой подготовке. Командир 306-го полка со 2 июня по 14 сентября 1944 года.
Во второй половине 1944 года направлен в Народное Войско Польское. С 26 сентября 1944 года — командир 13-го пехотного полка 5-й Саксонской пехотной дивизии. Участник боёв в районе Кёнигсварта, в ходе которых 5-я дивизия понесла тяжёлые потери, а сам Севко был ранен в голову и потерял правый глаз. По окончании войны в июне 1945 года занял должность заместителя командира по строевой подготовке. С 12 декабря 1945 по 7 августа 1946 — командир 5-й Саксонской пехотной дивизии.
Отмечен наградами:
- Орден Ленина — 6 мая 1946[1]
- Орден Красного Знамени — 3 ноября 1944[1]
- Орден Отечественной войны II степени — 28 марта 1944 (за освобождение Николаева)[1][9]
- Орден Александра Невского — 9 марта 1944 (во время разведывательной деятельности в районе села Софиевка)[9][12]
- Орден Красной Звезды[13]